# Saint-Jean-du-Pin
Saint-Jean-du-Pin is een gemeente in het Franse departement Gard (regio Occitanie). De plaats maakt deel uit van het arrondissement Alès. Saint-Jean-du-Pin telde op 1 januari 2022 1.531 inwoners.

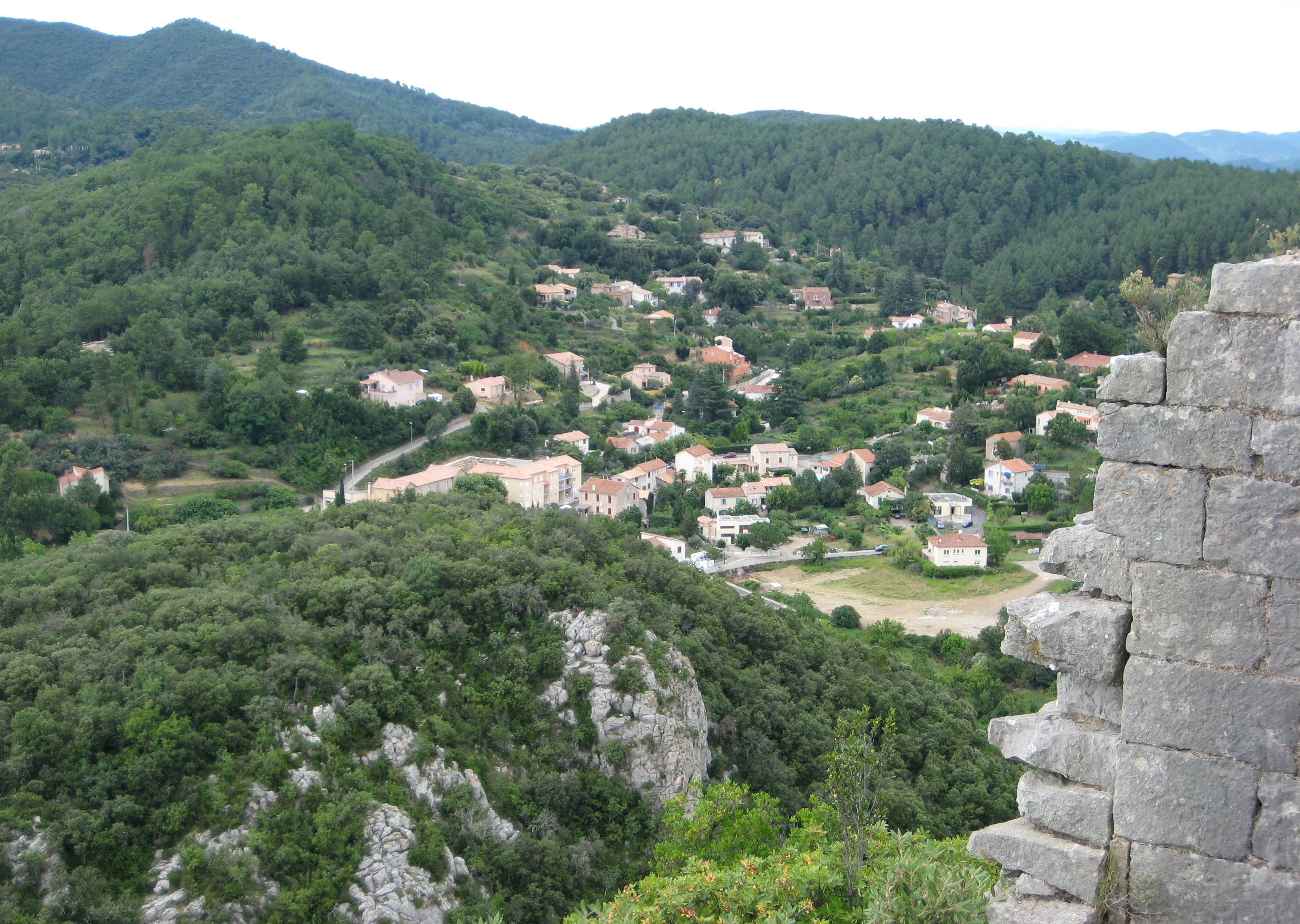
Saint-Jean-du-Pin
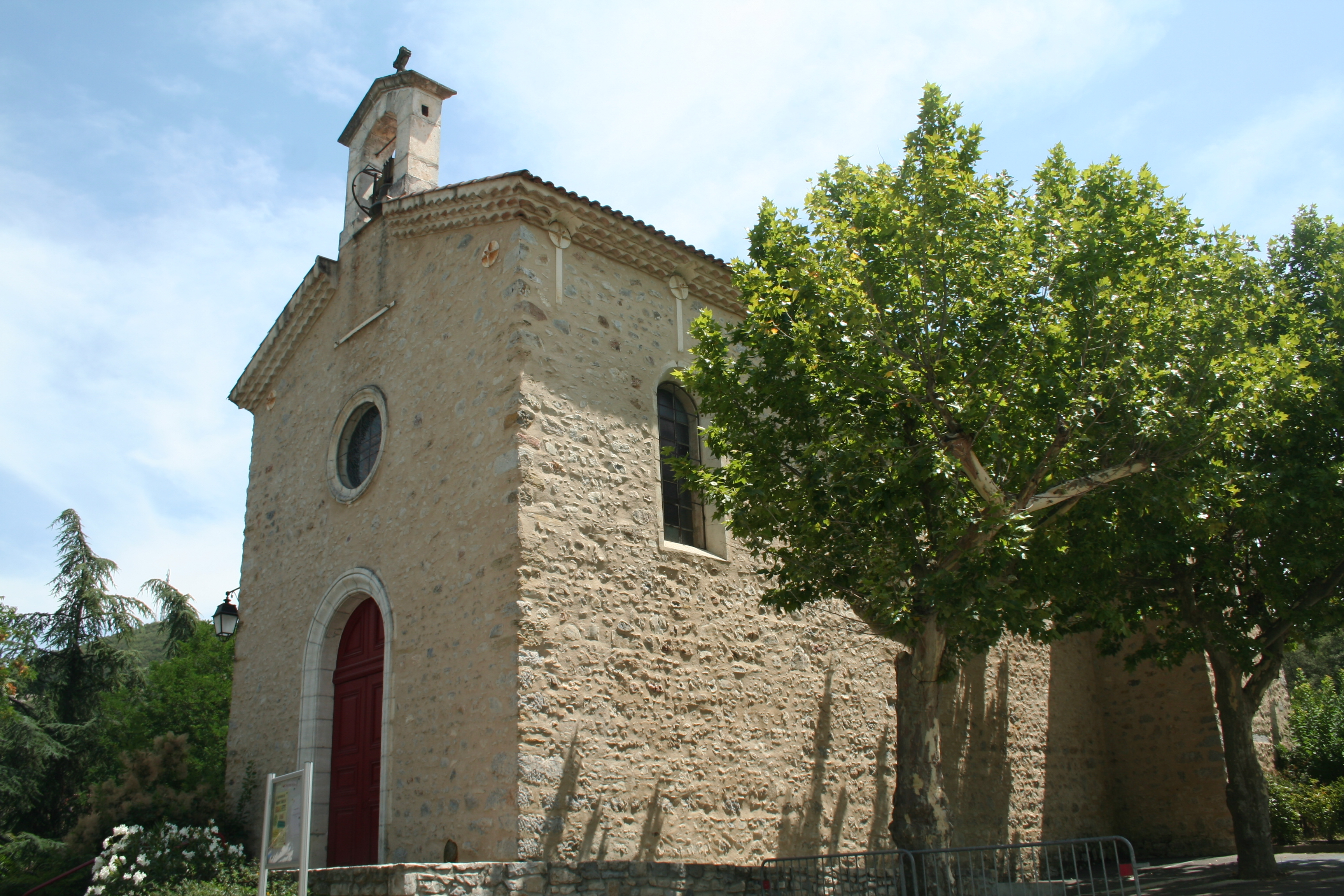
Kerk van Saint-Jean-du-Pin

## Geografie
De oppervlakte van Saint-Jean-du-Pin bedroeg op 1 januari 2022 13,96 vierkante kilometer; de bevolkingsdichtheid was toen 109,7 inwoners per km².

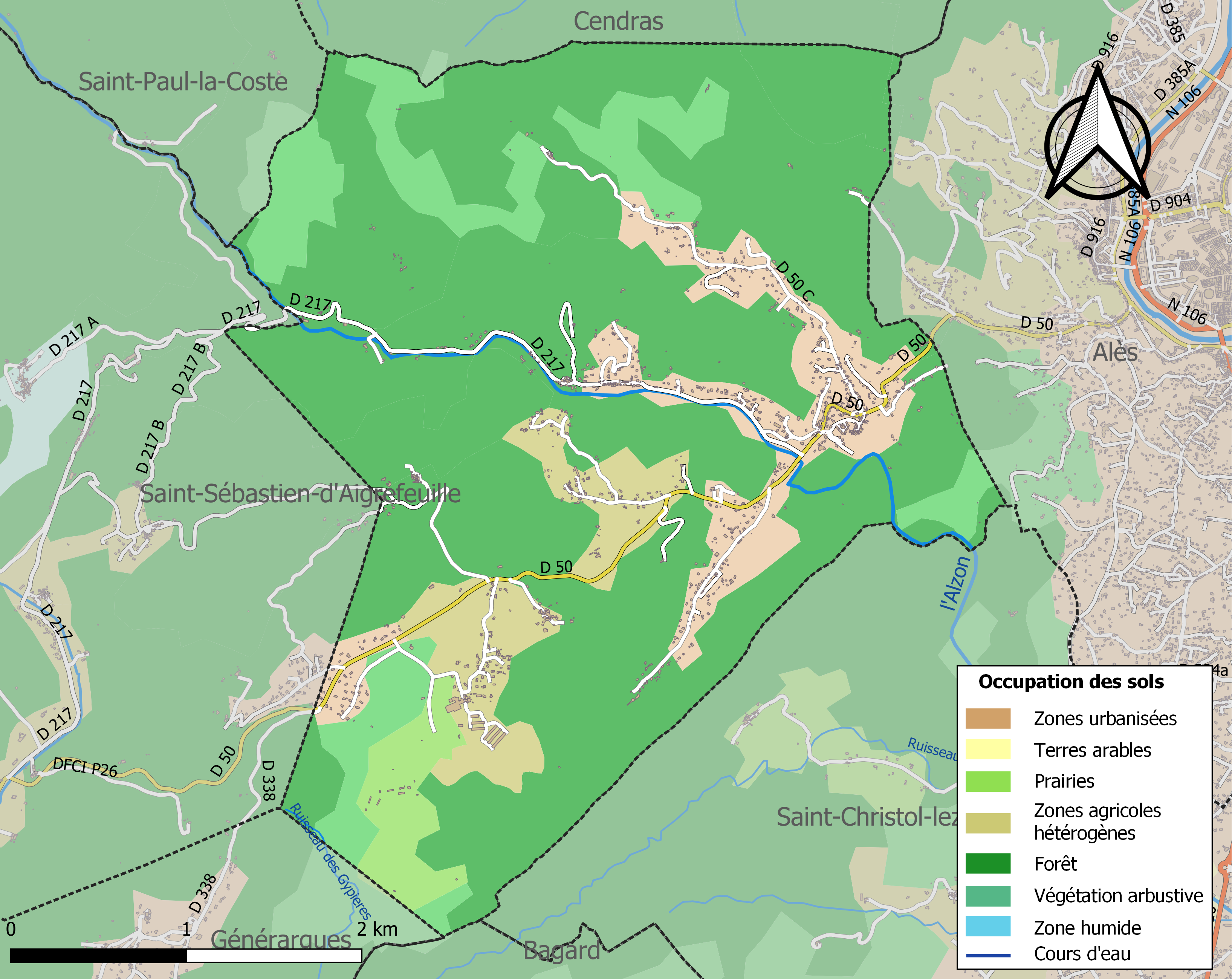
Kaart van de gemeente met belangrijkste infrastructuur, bodemgebruik en omliggende gemeenten

## Demografie
Onderstaande figuur toont het verloop van het inwonertal (bron: INSEE-tellingen).